# Мері Гембейл
Мері Гембейл (англ. Mary Gambale; нар. 18 грудня 1988) — колишня американська тенісистка.
Найвищу одиночну позицію світового рейтингу — 226 місце досягла 17 жовтня 2005, парну — 403 місце — 17 липня 2006 року.
Здобула 1 парний титул туру ITF.

## Фінали ITF
| турніри $75,000 |
| турніри $25,000 |
| турніри $10,000 |

### Одиночний розряд: 1 (0–1)
| Результат | Ранг | Дата     | Турнір        | Покриття | Суперниця      | Рахунок  |
| --------- | ---- | -------- | ------------- | -------- | -------------- | -------- |
| Поразка   | 1.   | Тра 2005 | ITF Ролі, США | Ґрунт    | Ольга Лазарчук | 3–6, 1–6 |

### Парний розряд: 1 (1–1)
| Результат | Ранг | Дата     | Турнір            | Покриття | Партнерка        | Суперниці                    | Рахунок          |
| --------- | ---- | -------- | ----------------- | -------- | ---------------- | ---------------------------- | ---------------- |
| Перемога  | 1.   | Лип 2005 | ITF Гаммонд, США  | Тверде   | Келлі Гіндмен    | Крістіна Фусано Аша Ролле    | 2–6, 6–3, 7–5    |
| Поразка   | 2.   | Жов 2008 | ITF Саутлейк, США | Тверде   | Елізабет Лампкін | Беатріс Капра Ребекка Маріно | 6–3, 4–6, [6–10] |